# Замок Битов
Замок Битов (чеш. Hrad Bítov) — один из старейших южноморавских средневековых замков, расположенный в 9 км северо-западнее от города Вранов-над-Дийи в районе Зноймо. Замок возвышается на скалистом мысе, огибаемом рекой Желетавкой перед её слиянием с Дие. В 1958 году замок Битов был признан памятником культуры, а в 2001 году включен в список национальных памятников культуры Чешской Республики.

## История замка
Славянское селище в районе слияния рек Желетавки и Дие датируется VIII—X веками. Его возникновение, вероятно, связано с миграцией, начавшейся в период развала Великоморавской державы. Около 1019 года эта территория вместе со всей Моравией вошла в состав чешского государства Пршемысловичей. Первое письменное упоминание о замке относится к 1061—1067 годам и связано с дарованием вновь учреждённому Староболеславскому капитулу епископской десятины, в состав которой вошла и десятая часть доходов княжеского замка Bethow в Моравии. Согласно другим данным, первое письменное упоминание замка Битов датируется 1046 годом и связано с теми же самыми обстоятельствами. Так или иначе, предполагается, что замок в качестве элемента формировавшейся оборонительной системы чешско-австрийской границы заложил чешский князь Бржетислав I (1034—1055).
Замок Битов был важным административным центром в удельном Брненском, а с 1101 года — Зноемском княжестве, именно отсюда в XII веке проводилась колонизация почти необитаемых и непроходимых лесов Чешско-Моравской возвышенности. Вблизи замка вскоре возникло местечко Битовец, ставшее важным пунктом стоянки купцов и паломников, направлявшихся из Австрии в Прагу. Первые военные действия вокруг замка начались в 1185 году, когда к нему подступили войска чешского князя Бедржиха, воевавшего с моравским маркграфом Конрадом II. Спасаясь от вражеской армии, в замке Битов укрылись монахини премонстрантского монастыря в Дольни-Коунице. Разграбив окрестности, князь Бедржих ушёл, не взяв замка. Девять лет спустя замком всё же овладел чешский князь Йиндржих Бржетислав, а в 1-й половине XIII века Битов стал важным опорным пунктом в войне королей Чехии с австрийскими Бабенбергами, а в 1222 году король Пршемысл Отакар I сделал замок Битов центром Битовской жупы (provincie Bethowiensis) — одной из шести административно-территориальных единиц Моравской марки.
В 1233 году к замок осадили войска австрийского герцога Фридриха II Воителя. Возглавлявший гарнизон королевский кастелян по имени Бен некоторое время успешно оборонял Битов, однако после того как австрийцы подвели осадные машины, вынужден был сдать замок неприятелю. В тот период замок Битов имел ещё только деревянные и глиняные укрепления, а с восточной и западной сторон был защищён рвом. Единственным каменным строением в нём была замковая капелла Девы Марии. Наученный этим горьким опытом, маркграф Моравии незадолго до 1240 года возвёл в северо-западной части замка каменную крепостную башню бергфридного типа с клиновидным выступом на стене, выходящей на внешнюю сторону замка в направлении подъездного пути, что дополнительно защищало башню при обстреле каменными снарядами. Башню окружала каменная стена. Этот бергфрид стал первой на территории современной Чехии башней с клиновидной формой внешней стены — несколько позднее похожие бергфриды были возведены в замках Звиков, Своянов и Страконице. В дальнейшем чешский король Пршемысл Отакар II перестроил в камне весь замок, бургграфом Битова в тот период был Смил из Битова (1253—1278). В период правления короля Вацлава II должность битовского бургграфа занимал Ярослав из Штернберка.
Около 1295 или 1298 года король Вацлав II отдал Битов в залог моравскому земскому гетману Раймунду Крушине из Лихтенбурка. По этой причине административный центр Битовской жупы был перенесён в замок Емнице. В 1308 году Раймунд Крушина добился от короля Генриха Хорутанского передачи замка Битова в ленное владение роду Лихтенбурков, а с 1319 года Битов стал главным центром обширных владений Раймунда из Лихтенбурка. При Раймунде Битов был перестроен в раннеготическом стиле — ядро замка было перенесено в более высокую восточную часть утёса, где были возведены новые мощные укрепления с тремя башнями и новым замковым дворцом. Фактически на вершине утёса возник новый готический замок взамен старого, располагавшегося ниже и западнее. Увеличение потомства Раймунда, составившего отдельную ветвь рода Лихтенбурков (Битовские из Лихтенбурка), вскоре потребовало расширения замкового дворца. Была перестроена старая замковая капелла и построена новая прямо во дворце. К южной стене замкового двора были пристроены хозяйственные постройки. Более того, для усиления обороноспособности Раймунд заложил на противоположном берегу реки Дие юго-восточнее Битова ещё один замок, получивший название Цорнштейн (Гневоград). В 1334 году во дворе Битова был возведён замковый костёл Взятия на небо Девы Марии.
Сыновья Раймунда из Лихтенбурка, Смил и Ченек из Битова, постоянно проживали в замке и первыми стали называться Битовскими из Лихтенбурка. В конце XIV века их потомки принимали участие в войне короля Вацлава IV с австрийским герцогом Альбрехтом III и моравским маркграфом Йоштом, затем перешли на сторону маркграфа Прокопа. В следующем поколении братья Смил, Йиржи и Ян Битовские из Лихтенбурка были сторонниками короля Зикмунда и воевали против гуситов. Постоянное участие Битовских из Лихтенбурка в военных действиях конца XIV — 1-й пол. XV века обусловило дальнейшее развитие фортификационных систем Битова. Замковая капелла была снабжена призматической башней, дворцовый комплекс был усилен каменной башней с клиновидным выступом на внешней стене, выходящей в направлении юго-восточного подъездного пути, который, в свою очередь, был перекопан шеевидным рвом, на внешнем вале которого была возведена мощная крепостная стена, защищавшая замок от огня с холма Трампльберк, возвышающегося юго-восточнее над самым слиянием Желетавки и Дие. В 1447 году Смил Младший из Лихтенбурка возвёл здесь башню из дерева и глины. С другой стороны замка, в направлении располагавшегося в долине местечка, в связи с увеличением численности замкового гарнизона были сооружены снижающиеся по кряжу новые укрепления. Здесь была возведена ещё одна башня с клиновидным выступом на её внешней стене, которая защищала замок при обстреле с противоположных склонов долины.

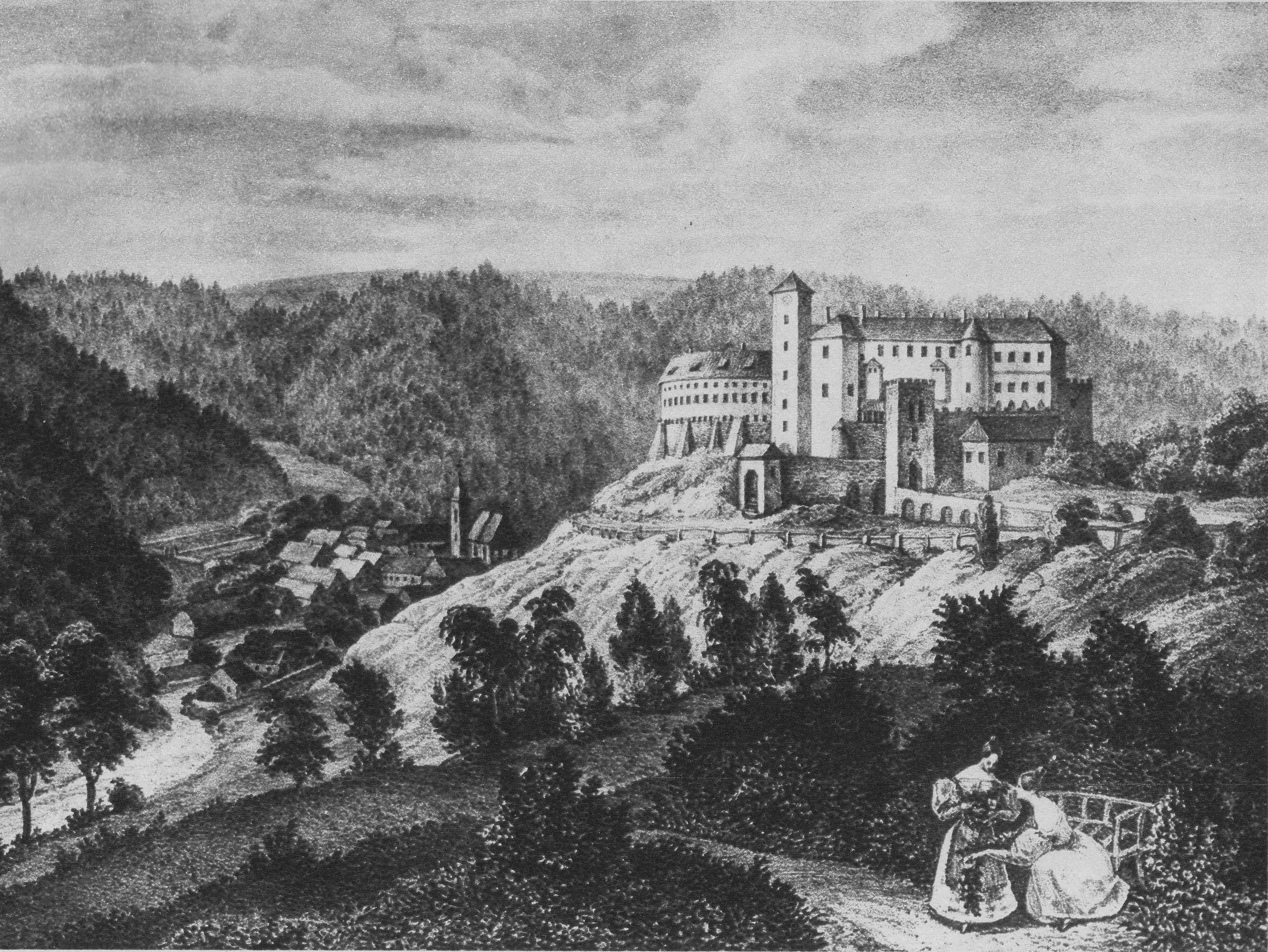
Замок Битов. Гравюра 1848 года. Ф. А. Гебер

В 1463—1465 годах Гинек Битовский из Лихтенбурка находился среди противников чешского короля Йиржи из Подебрад, в результате чего чуть было не лишился своих обширных владений — в качестве наказания королевская армия подступила к замку Цорнштейн и после длительной осады почти полностью разрушила его, однако дальше к Битову не пошла. В 1491 году новый чешский король Владислав II Ягеллонский перевёл замок Битов из ленного владения в частное наследственное держание рода Битовских из Лихтенбурка. В конце XV — начале XVI веков Йиндржих Старший из Лихтенбурка произвёл новую перестройку замка, превратив его в одну из неприступнейших пограничных твердыней королевства. Крепостные строения, ранее стоявшие отдельно, были соединены между собой, была возведена новая главная призматическая башня, подъездной путь к замку был перенесён с северной на южную оконечность перешейка. Мощная крепостная стена, защищавшая замок с юго-востока, была продолжена сохранившимися до наших дней въездными воротами замка, за которыми на юго-западном углу дворцового комплекса была возведена высокая призматическая проходная башня, ставшая главной доминантой замкового ареала.
В 2001 году замок был внесён в список национальных памятников культуры Чехии. Сегодня замок Битов находится в ведении Национального института памятников Чешской Республики и является одной из наиболее посещаемых достопримечательностей Южноморавского края (к примеру, в 2015 году его посетили более 60 тысяч туристов), занимая четвёртое место среди самых посещаемых замков края и уступая только замкам Леднице, Вевержи и Пернштейн.
|  |  |  |  |  |
|  |  |  |  |  |

## Описание
Замок Битов был возведён на узком скалистом мысе на высоте 70 метров над уровнем огибающей его реки Желетавки.